# Hajkaz Galystian
Hajkaz Galystian (orm. Հայկազ Գալստյան; ur. 18 października 1977) – ormiański zapaśnik walczący w stylu klasycznym. Dwukrotny olimpijczyk. Zajął trzynaste miejsce w Sydeny 2000 i dziewiąte w Atenach 2004. Walczył w kategorii 120 – 130 kg.
Ósmy na mistrzostwach świata w 1999. Jedenasty na mistrzostwach Europy w 1999 roku.